# 集禱經
集禱經（英語：collect）是基督教禮儀中有規定結構的短而普遍祈禱文。
集禱經出現在天主教、英國國教、路德會和其他西方基督教教會，卻不出現於東方基督教。

## 詞源
集禱經這詞來自第五世紀和第十世紀的拉丁文詞｢collecta」，但羅馬彌撒經書的脫利騰彌撒版本卻使用更普遍的｢oratio」一詞，有祈禱之義。
｢collecta」原義為人眾聚集在同一個地方，可能指彌撒進堂禮遊行之前的祈禱，又可能指將所有教友個人祈禱收集起來的祈禱。

## 結構
集禱經一般有五個部分：
- 呼求：向天主聖三一其中一位，平常是聖父，有時是聖子
- 承認：描述相當的神聖特性
- 請願：以簡潔的用詞求一個願[5]
- 心願：所欲的結果
- 懇求：總結和教友的回答（阿們）